# Bradley Andrews
Bradley James Andrews (* 8. Dezember 1979 in Bristol) ist ein ehemaliger englischer Fußballspieler.

## Karriere
Andrews gehörte während seiner Kindheit dem Nachwuchsbereich von Bristol City an. Nach Probetrainings bei Manchester United, dem FC Arsenal und FC Southampton schloss er sich 1994 Norwich City an. 1998 stieg er dort zum Profi auf, kam in der Folge aber nicht über Einsätze im Reserveteam hinaus. Im März 1999 kehrte er als Testspieler in seine Heimatstadt zurück und spielte bei den Bristol Rovers vor, die ihn im März 1999 ablösefrei fest verpflichteten. Im restlichen Saisonverlauf kam Andrews zu drei Auftritten in der drittklassigen Football League Second Division, bei seinem Debüt am 20. März erzielte sein Cousin Jamie Cureton bei einem 3:3 gegen den FC Walsall einen Hattrick. Innerhalb der nächsten sieben Tage schlossen sich Auftritte auf dem linken Flügel gegen die Wycombe Wanderers (0:2) und Notts County (1:1) an.
Nachdem sein Vertrag am Saisonende nicht verlängert worden war, spielte Andrews in den nächsten zehn Jahren, unterbrochen durch einen Aufenthalt in Australien, noch für eine Reihe von Klubs im Non-League football im Umland von Bristol, darunter Mangotsfield United und Brislington in der Western League und Clevedon Town und Cinderford Town in der Southern League.